# Olga Konstantinovna af Rusland
Olga Konstantinovna Romanova (russisk: Ольга Константиновна Романова) (3. september 1851 – 18. juni 1926) var en russisk storfyrstinde, der var dronning af Grækenland fra 1867 til 1913 samt prinsesse af Danmark.
Olga var datter af storfyrst Konstantin Nikolajevitj af Rusland og barnebarn af Nikolaj 1. af Rusland. Hun blev gift med kong Georg 1. af Grækenland i 1867. Olga var som enkedronning regent af Grækenland i en kort periode i 1920.

## Familie
Storfyrstinde Olga var sønnedatter af Nikolaj 1. af Rusland og brordatter til kejser Alexander 2. af Rusland. Hendes far var storfyrst Konstantin Nikolaievitj af Rusland og hendes mor var storfyrstinde Alexandra Iosefovna af Rusland. 
Olga havde en søster og fire brødre, hvoraf storfyrst Konstantin Konstantinovitj af Rusland er den mest kendte.
På grund af faderens navn blev familien kendt som Konstantinovitji-grenen af den russiske kejserfamilie.

## Ungdom
Olga blev født i 1851 i Pavlovsk  som forældrenes næstældste barn og ældste datter.
Hun blev døbt i Katarinapaladset i Tsarskoje Selo, og blandt hendes gudforældre var kejser Nikolai 1. og Maria Alexandrovna af Hessen.
Som barn blev Olga betragtet som blid, følsom og naturlig.
I 1861 besøgte hun med sine forældre dronning Victoria af Storbritannien på Windsor Castle, og dronningen var fascineret af hendes korte frisure. Hun spurgte Olga, hvor længe hun havde haft sit hår sådan, hvortil Olga svarede "siden jeg var barn, Deres Majestæt".
Olga tilbragte en del af sin barndom i Polen, hvor hendes far var vicekonge uden megen succes. Efter et oprør flyttede familien tilbage til St. Petersborg.
Olga og hendes familie boede i Marmorpaladset midt i byen og havde sommerresidens i Pavlovsk lige uden for byen. Desuden havde familien slottet Strelna, der i dag benyttes af den russiske præsident.

## Forlovelse og ægteskab
I 1863 besøgte den nyudnævnte kong Georg af Grækenland Rusland. Det var vigtigt for den protestantiske Georg at finde en brud blandt stormagterne og især de ortodokse, Grækenlands religion. Et russisk ægteskab var oplagt.
I 1867 besøgte han atter Rusland. Alexander 2. af Ruslands datter var for ung til ægteskab, og valget faldt på Olga, som Georg efter sigende var blevet forelsket i, da han tilfældigt mødte hende. Olga var kun 15 år og gik stadig i skole.
Olgas forældre var i første omgang mod en sådan forbindelse, men med Georgs søster Storfyrstinde Dagmars hjælp lykkedes det at overbevise dem. 
Senere på året besøgte de og Olga Danmark, hvor Olga mødte mange af sine nye slægtninge.
Brylluppet blev holdt i vinterpaladset i St. Petersborg i november 1867, og i den anledning lod kejser Alexander 2. Olga udnævne til admiral, og hun var den eneste kvinde med den rang. Efter brylluppet drog parret til Grækenland. Olga ankom til Athen klædt i de græske nationalfarver, hvilket begejstrede folkemængden.

## Dronning
Olga blev en populær dronning i Grækenland, der aldrig blandede sig i politik, men brugte sin tid på velgørenhed. Hun oprettede flere hospitaler bl.a. det største i Grækenland. 
Sammen med Georg foretog Olga flere rejser over hele landet. Det betød, at de ofte måtte overnatte i hytter og rejse langt uden ordentlige veje.
Hun indførte en hofdragt, der var inspireret af den nationale græske klædedragt. 
Olga blev udsat for kritik; da hun forsøgte at oversætte den græske bibel til moderne græsk, blev hun beskyldt for at ville indføre den russiske version i Grækenland. Olga blev i det hele taget kritiseret for sin stærke tilknytning til Rusland. Hun besøgte ofte hjemlandet.

## Enkedronning og eksil
I 1913 blev Georg myrdet i Thessaloniki af en græsk anarkist, og Olga blev enkedronning.
Efter Georgs død boede Olga en stor del af tiden i Rusland hos sin bror og senere hos sin nevø. 
Under 1.verdenskrig var Olga i Rusland og blev vidne til store politiske omvæltninger.
I begyndelsen af 1. Verdenskrig drev hun et militærsygehus, men efter den russiske revolution var hun som alle medlemmer af kejserfamilien i livsfare, og hun blev overvåget af bolsjevikkerne, der flere gange foretog husundersøgelser.  
I 1919 lykkedes det Olga at komme ud af Rusland ved hjælp af den danske ambassadør, da hun var dansk prinsesse.
Grækenlands stilling var særdeles vanskelig under krigen, og kongefamilien befandt sig i en penibel situation. Olgas søn kong Konstantin måtte abdicere i 1917 og forlod landet. I stedet blev hans søn  Alexander indsat som konge. 
Olga slog sig nu ned i Schweiz, hvor hendes søn boede i eksil. 

### Regent
I 1920 fik kong Alexander blodforgiftning efter et abebid, og Olga fik lov til at vende tilbage til Grækenland. Han døde inden hun nåede frem.
Efter hendes sønnesøns død var Olga kortvarigt regent. 
Efter et politisk stemningsskifte og en folkeafstemning blev Konstantin kaldt tilbage til Grækenland.

### Andet eksil og død
I 1922 måtte Olga igen i eksil sammen med Konstantin og hans familie: et katastrofalt felttog havde resulteret i Konstantins abdikation. I 1924 blev Grækenland erklæret republik, og hendes barnebarn Georg 2. af Grækenland fulgte resten af kongefamilien i eksil.
Dronning Olga døde i eksil i 1926 og blev begravet i Italien. Efter restaurationen i 1935 blev dronning Olga genbegravet i Grækenland.
På Frederiksberg er Dronning Olgas Vej benævnt efter hende.

## Børn
Olga og Georg fik otte børn:
- Konstantin (21. juli 1868 – 11. januar 1923), konge af Grækenland
- Georgios (1. februar 1869 – 25. november 1957), prins af Grækenland
- Alexandra (18. august 1870 – 12. september 1891), storfyrstinde af Rusland
- Nikolaos (9. januar 1872 – 8. februar 1938), prins af Grækenland  og Danmark.
- Maria (20. februar 1876 – 14. december 1940), storfyrstinde af Rusland
- Olga (26. marts 1880 – 21. oktober 1880)
- Andreas (20. januar 1882 – 3. december 1944), prins af Grækenland og Danmark, far til Prins Philip, hertug af Edinburgh.
- Christophoros (29. juli 1888 – 21. januar 1940), prins af Grækenland og Danmark.